# Буч Кессіді і Санденс Кід
«Буч Кессіді і Санденс Кід» (англ. Butch Cassidy and the Sundance Kid) — американський фільм 1969 року режисера Джорджа Роя Гілла за сценарієм Вільяма Ґолдмена. Увійшов до анналів Голлівуду як найкасовіший вестерн в історії кіно. У 2003 році фільм був вписаний до Національного реєстру фільмів бібліотеки конгресу США як такий, що має «велике культурне, історичне чи естетичне значення». На 18 вересня 2018 року фільм займав 213-ту позицію у списку "250 найкращих фільмів за версією IMDb.
Фільм заснований на історії двох знаменитих бандитів Дикого Заходу — Роберта Лерой Паркера, відомого в історії як Буч Кессіді та його партнера Гарі Лонгбау, відомого як Санденс Кід. На честь героя фільму названий фестиваль незалежного кіно «Санденс».

## Сюжет
Наприкінці 1890-х років у штаті Вайомінг грабує поїзди банда «Дірка в стіні». Її ватажок — привітний, розумний, балакучий Буч Кессіді (Пол Ньюман). Його найближчий соратник Санденс Кід (Роберт Редфорд) — маломовний, ідеальний виконавець і влучний стрілець. Вони відомі по всій окрузі, вони верховодять, вони двічі грабують той самий поїзд, що перевозить гроші.
За грабіжниками організовують погоню, якою керує досвідчений, невтомний шериф Джо Лефорс, у білому капелюсі, та відомий індіанський слідопит Лорд Балтимор. Від нього не вдавалося втекти нікому. Насилу відірвавшись від переслідувачів, приятелі ховаються в будинку Санденсової коханої, шкільної вчительки Ети Плейс (Кетрін Росс). І тоді Буч розуміє: раз удача відвернулася від них в Америці, може варто пошукати щастя в Болівії …

## Ролі виконують
- Пол Ньюман — Буч Кессіді
- Роберт Редфорд — Санденс Кід
- Кетрін Росс — Ета Плейс
- Строзер Мартін — Персі Гарріс
- Клоріс Лічмен — Агнес
- Генрі Джонс — комівояжер велосипедів
- Джефф Корі — Шериф Бледсо
- Джордж Ферт — Вудкок
- Тед Кессіді — Гарві Логан
- Кеннет Марс — шериф

## Нагороди та номінації
| Фільм здобув чотири премії Оскар за: - найкращу операторську роботу; - найкращу звукову доріжку до фільму; - найкращу пісню до фільму (Берта Бакарака і Гела Девіда „Краплі дощу падають на мене“ Raindrops Keep Fallin’ on My Head); - найкращий оригінальний сценарій. | Кінофільм також був номінований на премію Оскар за: - найкращу режисерську роботу; - найкращий фільм - найкращий звук — Вільям Едмондсон і Девід Докендорф. |

«Буч Кессіді і Санденс Кід» також завоював премії Британської академії телебачення та кіномистецтва — BAFTA:
| - за найкращий фільм; - за найкращу режисерську роботу; - за найкращий сценарій; - за найкращу операторську роботу; | - за найкращу гру актора (виборов Редфорд, хоча Ньюман також був номінований); - за найкращу гру акторки (Кетрін Росс серед інших); |

## Цікаві факти
- На честь персонажа Санденса Кіда, якого зіграв Роберт Редфорд, названо кінофестиваль «Санденс»[3].